# 125
| 125                |
| ------------------ |
| Dødsfald - Fødsler |
|                    |

| Gregoriansk kalender | 125 CXXV                |
| Ab urbe condita      | 878                     |
| Armensk kalender     | I/T                     |
| Kinesiske kalender   | 2821 – 2822 甲子 – 乙丑 |
| Etiopisk kalender    | 117 – 118               |
| Jødisk kalender      | 3885 – 3886             |
| Hindukalendere       |                         |
| - Vikram Samvat      | 180 – 181               |
| - Shaka Samvat       | 47 – 48                 |
| - Kali Yuga          | 3226 – 3227             |
| Iransk kalender      | 497 BP – 496 BP         |
| Islamisk kalender    | 513 BH – 512 BH         |

Se også 125 (tal)

## Begivenheder
- Hadrian bygger den Pantheon (Rom), som stadig består i dag.
- Hadrian opretter Panhellenion.
- Hadrian uddeler Romerrigets landområder til små bønder.
- Det sidste (4.) år af Yanguang perioden i det kinesiske Han-dynasti.
- Den kinesiske Han kejser Han Andi efterfølges af Han Beixiang Hou, som igen efterfølges af Han Shundi
- Gautamiputra Satakarni, en konge af Andhra-dynastiet, ødelægger kongeriget Maharashtra nær Mumbai. Han kontrollerer nu hele det centrale Indien fra kyst til kyst.

## Født
- Lucius Ferenius, pottemager fra Heerlen

## Dødsfald
- Plutarch, græske historiker
- Han Andi af det kinesiske Han-dynasti.
- Han Beixiang Hou af det kinesiske Han-dynasti, myrdet.